# بابوشكين
بابوشكين (بالروسية: Бабушкин) هي إحدى مدن روسيا في الكيان الفدرالي الروسي بورياتيا.